# Alternativa per Alemanya
Alternativa per Alemanya (en alemany, Alternative für Deutschland, AfD) és un partit polític alemany d'ideologia euroescèptica fundat el 6 de febrer de 2013. Tot i no posicionar-se sobre el seu eix ideològic, és considerat com un partit de dreta populista o ultradreta.

## Objectius
Els seus objectius polítics són el rebuig a l'Euro, dissolució ordenada de la zona euro i reincorporació del marc alemany i les monedes nacionals, així com el rebuig dels rescats als països del sud d'Europa, desburocratització de la Unió Europea i retorn de les competències als estats membres, l'imperi de la llei i acabar amb la immigració massiva.

## Història
Fou fundat per divuit professors, economistes, polítics i periodistes, sobretot per antics militants de la Unió Demòcrata Cristiana d'Alemanya (CDU) i el Partit Democràtic Lliure (FDP) entre ells Bernd Lucke, professor d'economia de la Universitat d'Hamburg, Konrad Adam, experiodista del diari Frankfurter Allgemeine Zeitung, i l'expolític de la CDU Alexander Gauland. Decidí presentar-se a les eleccions federals del 22 de setembre de 2013, on van obtenir un 2.056.985 vots, 4,7%, a 0,3% d'aconseguir representació parlamentària al Bundestag.
Bend Lucke va perdre el lideratge del partit al congrés del partit a Essen el 4 de juliol de 2015, que va passar a Jörg Meuthen i Frauke Petry amb el suport del sector ultradretà, islamòfoba i ultranacionalista. Lucke va abandonar el partit per fundar Liberal-Konservative Reformer l'octubre de 2017.
El gener de 2022 Jörg Meuthen va renunciar a la presidència del partit amb efectes immediats i va abandonar l'AfD, ja que va arribar a reconèixer que el partit havia evolucionat molt a la dreta, amb trets totalitaris, i que en gran part ja no es basava en el liberal democràtic, i Alice Weidel i Tino Chrupalla foren escollits nous líders de la formació.
El 14 maig de 2024 el membre del partit Björn Höcke va ser condemnat amb una multa de 13.000 euros per utilitzar en un discurs l'eslògan nazi “Tot per Alemanya!”. Tot i que Höcke va defendre que era una «dita quotidiana», el tribunal va determinar que va fer servir símbols d’una organització inconstitucional.
Alternativa per Alemanya fou expulsat el 23 de maig de 2024 del grup Identitat i Democràcia al Parlament Europeu durant la campanya a les eleccions al Parlament Europeu de 2024 després dels escàndols que han danyat la seva popularitat. El partit quedà en segona posició a les eleccions al Parlament Europeu de 2024, formant part del nou grup parlamentari Europa de les Nacions Sobiranes, i a les eleccions federals alemanyes de 2025, consolidant l'ascens de la formació, que va quedar fora del govern alemany.
En abril de 2025 la branca juvenil del partit es dissolgué per evitar una possible prohibició per extremisme.

## Resultats electorals

### Eleccions federals
| Any  | Circumscripció | Circumscripció | Llista de partit | Llista de partit | Escons    | +/– | Govern            |
| Any  | Vots           | %              | Vots             | %                | Escons    | +/– | Govern            |
| ---- | -------------- | -------------- | ---------------- | ---------------- | --------- | --- | ----------------- |
| 2013 | 810,915        | 1.9 (#8)       | 2,056,985        | 4.7 (#7)         | 0 / 631   | Nou | Extraparlamentari |
| 2017 | 5,316,095      | 11.5 (#3)      | 5,877,094        | 12.6 (#3)        | 94 / 709  | 94  | Oposició          |
| 2021 | 4,694,017      | 10.1 (#4)      | 4,802,097        | 10.3 (#5)        | 83 / 735  | 11  | Oposició          |
| 2025 | 10,175,438     | 20.6 (#2)      | 10,327,148       | 20.8 (#2)        | 152 / 630 | 69  | Oposició          |

### Eleccions europees
| Any  | Líder           | Vots      | %          | Escons  | +/– | Grup |
| ---- | --------------- | --------- | ---------- | ------- | --- | ---- |
| 2014 | Bernd Lucke     | 2,070,014 | 7.1 (#5)   | 7 / 96  |     | ECR  |
| 2019 | Jörg Meuthen    | 4,103,453 | 11.0 (#4)  | 11 / 96 | 4   | ID   |
| 2024 | Maximilian Krah | 6,324,008 | 15.89 (#2) | 15 / 96 | 4   | ESN  |

### Parlaments estatals (Landtage)
| Estat                            | Any  | Vots             | %                | Escons   | +/– | Govern            |
| -------------------------------- | ---- | ---------------- | ---------------- | -------- | --- | ----------------- |
| Baden-Württemberg                | 2021 | 473,309          | 9.7 (#5)         | 17 / 154 | 6   | Oposició          |
| Baviera                          | 2023 | 1,999,924        | 14.6 (#3)        | 32 / 203 | 10  | Oposició          |
| Berlín                           | 2023 | 137,810          | 9.1 (#5)         | 17 / 147 | 4   | Oposició          |
| Brandenburg                      | 2024 | 438,811          | 29.23 (#2)       | 30 / 88  | 7   | Oposició          |
| Bremen                           | 2023 | No va participar | No va participar | 0 / 84   | –   | Extraparlamentari |
| Hamburg                          | 2020 | 211,327          | 5.3 (#5)         | 7 / 123  | 1   | Oposició          |
| Hessen                           | 2023 | 518,674          | 18.4 (#2)        | 28 / 133 | 9   | Oposició          |
| Baixa Saxònia                    | 2022 | 396,839          | 11.0 (#4)        | 18 / 146 | 9   | Oposició          |
| Mecklenburg-Pomerània Occidental | 2021 | 152,747          | 16.7 (#2)        | 14 / 79  | 4   | Oposició          |
| Rin del Nord-Westfàlia           | 2022 | 388,768          | 5.4 (#5)         | 12 / 195 | 4   | Oposició          |
| Renània-Palatinat                | 2021 | 160,273          | 8.3 (#4)         | 9 / 101  | 5   | Oposició          |
| Saarland                         | 2022 | 25,718           | 5.7 (#3)         | 3 / 51   | =   | Oposició          |
| Saxònia                          | 2024 | 719,274          | 30.6 (#2)        | 40 / 120 | 2   | Oposició          |
| Saxònia-Anhalt                   | 2021 | 221,487          | 20.8 (#2)        | 23 / 97  | 2   | Oposició          |
| Slesvig-Holstein                 | 2022 | 61,169           | 4.4 (#6)         | 0 / 69   | 5   | Extraparlamentari |
| Turíngia                         | 2024 | 396,704          | 32.8 (#1)        | 32 / 88  | 10  | Oposició          |

### Presidents
| Líder | Líder                  | Foto | Circumscripció                   | Inici                  | Final                  | Temps     |
| ----- | ---------------------- | ---- | -------------------------------- | ---------------------- | ---------------------- | --------- |
| 1     | Bernd Lucke (1962–)    |      | Parlament Europeu                | 14 d'abril de 2013     | 5 de juliol de 2015    | 812 dies  |
| 2     | Frauke Petry (1975–)   |      | Sächsische Schweiz-Osterzgebirge | 4 de juliol de 2015    | 29 de setembre de 2017 | 818 dies  |
| 3     | Jörg Meuthen (1961–)   |      | Parlament Europeu                | 5 de juliol de 2015    | 28 de gener de 2022    | 2399 dies |
| 4     | Tino Chrupalla (1975–) |      | Görlitz                          | 30 de novembre de 2019 | En el càrrec           |           |
| 5     | Alice Weidel (1979–)   |      | Baden-Württemberg                | 18 de juny de 2022     | En el càrrec           |           |